# F. Murray Abraham
F. Murray Abraham, född 24 oktober 1939 i Pittsburgh i Pennsylvania, är en amerikansk skådespelare. 

## Biografi
Abrahams far, Fahrid Abraham, var assyrier och emigrerade från Syrien till USA under 1920-talets svält. Fadern var bilmekaniker och farfadern var körledare i den Syrisk-ortodoxa kyrkan. Hans mor Josephine (Stello) Abraham var amerikan, med italienska föräldrar. Abraham lade "F." till sitt artistnamn för att hedra sin far, vars förnamn började på F. Han växte upp i El Paso, Texas. 
Abraham gick på University of Texas innan han studerade vidare för Uta Hagen i New York. Abraham inledde sin karriär på scen i Los Angeles med teateruppsättningen The Wonderful Ice Cream Suit.

## Filmografi
- 1976 – Alla presidentens män
- 1978 – Klippet
- 1978 – Madman
- 1983 – Scarface – Omar Suarez
- 1984 – Amadeus
- 1986 – Rosens namn
- 1986 – Dream West
- 1989 – Bortom stjärnorna
- 1989 – Oskyldigt dömd
- 1989 – Eye of the Widow
- 1990 – Fåfängans fyrverkeri
- 1990 – By the Sword
- 1990 – Straffkompaniet
- 1991 – Mobster: Mot maktens höjder
- 1992 – Through an Open Window
- 1993 – Den siste actionhjälten
- 1993 – Laddat vapen 1
- 1993 – Resan till jordens medelpunkt
- 1993 – Sweet Killing
- 1994 – Nostradamus
- 1994 – Dödsspelet
- 1995 – Dillinger och Capone
- 1995 – På tal om Afrodite
- 1996 – Children of the Revolution
- 1996 – Larry McMurtry's Dead Man's Walk
- 1996 – Baby Face Nelson
- 1997 – Mimic
- 1997 – Lika inför rätten
- 1998 – Star Trek: Insurrection
- 1999 – Falcone
- 1999 – Noaks Ark
- 1999 – Esther
- 2000 – Vem är Forrester?
- 2000 – The Darkling
- 2001 – Thirteen Ghosts
- 2001 – I Cavalieri che fecero l'impresa
- 2002 – Joshua
- 2003 – My Father, Rua Alguem 5555
- 2003 – Five Moons Square
- 2004 – The Bridge Of San Luis Rey
- 2006 – Stilla flyter Don
- 2006 – The Inquiry
- 2006 – The Stone Merchant
- 2006 – Language of the Enemy
- 2007 – BloodMonkey
- 2008 – Shark Swarm
- 2009 – Perestroika
- 2009 – Barbarossa
- 2011 – Goltzius and the Pelican Company
- 2011–2014 – Louie (TV-serie) (tre avsnitt)
- 2012 – September Eleven 1683
- 2012–2018 – Homeland (TV-serie)
- 2013 – Dead Man Down
- 2013 – Inside Llewyn Davis
- 2014 – The Mystery of Dante
- 2014 – The Grand Budapest Hotel
- 2015 – A Little Game
- 2018 – Isle of Dogs (röst som Jupiter)
- 2018 – Robin Hood
- 2019 – Draktränaren 3 (röst som Grimmel den Grymme)
- 2022 – The White Lotus (TV-serie)
- 2023 – White House Plumbers (TV-serie)

## Teater

### Roller
| År   | Roll  | Produktion                | Regi          | Teater                          |
| ---- | ----- | ------------------------- | ------------- | ------------------------------- |
| 1975 | Chris | The Ritz Terrence McNally | Robert Drivas | Longacre Theatre, New York, USA |

## Utmärkelser
Abraham belönades med en Oscar för bästa manliga huvudroll för rollen som Antonio Salieri i Amadeus (1984). För rollen belönades han även med en Golden Globe Award i samma kategori.